# رالف نادر

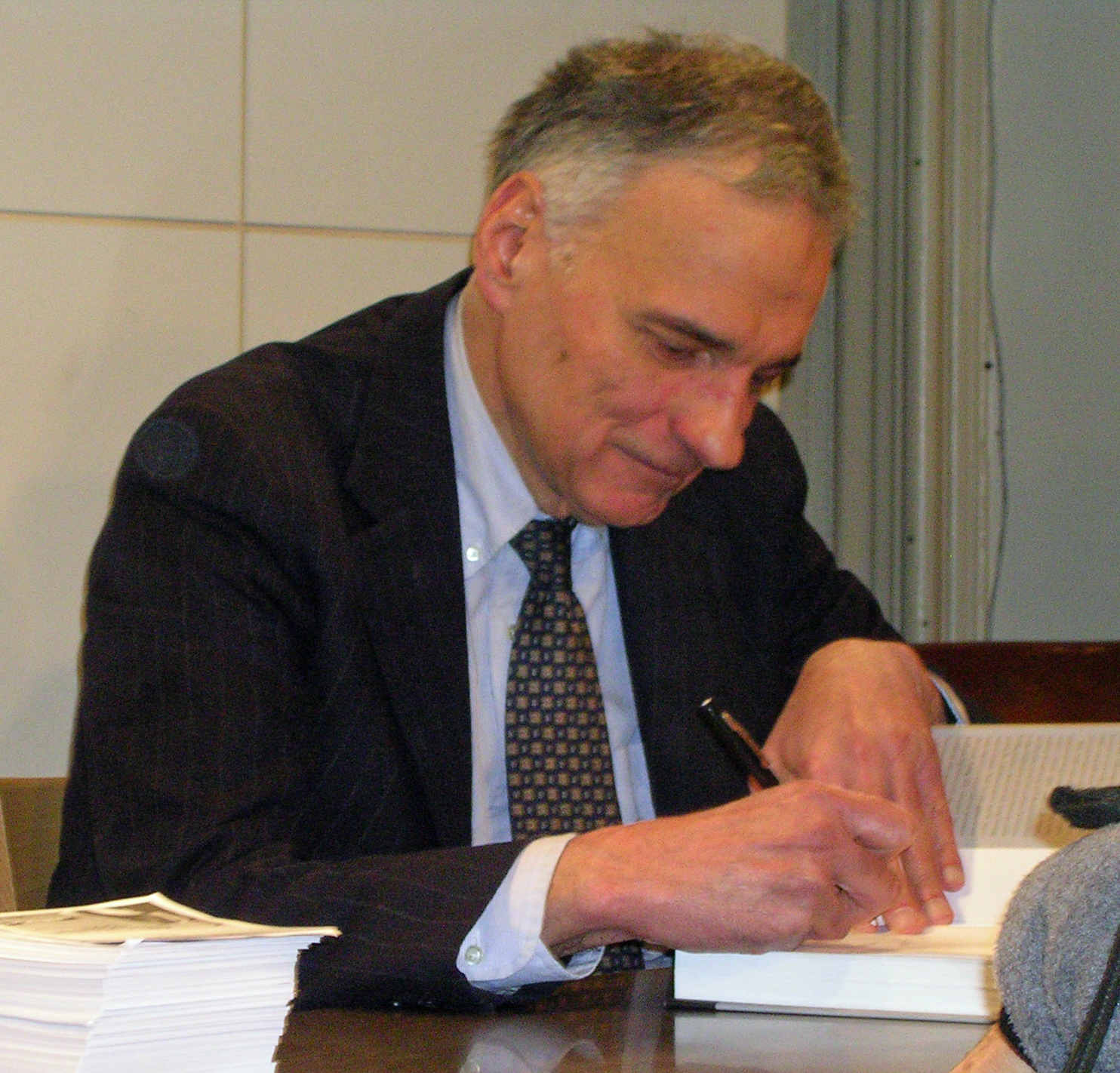
رالف نادر

رالف نادر (بالإنجليزية: Ralph Nader)‏ (27 فبراير 1934 -)، محام وناشط سياسي أمريكي لبناني الأصل من الروم الأنطاكيون.

## نبذة عن حياته
ولد في ولاية كونيتيكت من والدين مهاجرين لبنانيين. تخرج من جامعة برنستون بدرجة جيد عام 1955، ومن ثم من كلية الحقوق في هارفرد بعام 1958. عمل محامياً وأستاذاً في «تاريخ الأنظمة السياسية» في جامعة هارفارد.
أدرج اسمه ضمن لائحة «أكثر مئة شخص تأثيراً في أمريكا» من قبل مجلة «ذي أتلنتك منثلي»، وهو واحد من ثلاثة ما زالوا على قيد الحياة من تلك القائمة.
ترشح لرئاسة الولايات المتحدة 4 مرات، بأعوام 1996 و2000 كمرشح لحزب الخضر، وعامي 2004 و2008 كمرشح مستقل.
كتب العديد من الكتب آخرها كتاب «التقاليد السبعة عشر» الذي يروي فيه القيم التي تربي عليها منذ كان طفلاً.

## نضاله المدني
شن رالف نادر حملات قاسية على الشركات الكبرى التي تسيطر على الحياة الاقتصادية في المجتمع الاميركي ابتداء بصناعة السيارات، إلى الدفاع عن حقوق المستهلك. كما شن حملات سياسية على ما سماه ديكتاتورية الحزبين الممارس من قبل الحزبين الجمهوري والديمقراطي في الديمقراطية الأميركية رافعا الصوت بأن هذه الديكتاتورية تضعف الديمقراطية الاميركية.

## حملته على صناعة السيارات
شن حملته على صناعة السيارات الاميركية وحربا طويلة الامد لمصلحة المستهلك. لم تكتف حملات نادر على تصحيح الخلل في منطق السوق الرأسمالية الاميركية الشرسة ضد المستهلك، بل هاجم بشدة السياسة الخارجية، التي يراها سياسة امبريالية، تفرض سطوتها على الأسواق خارج حدودها، متصفة بالعمل بمنطق الشركة حيث يتم منح الشركات امتيازات على حساب المجتمع المدني وذلك مما يتناقض مع مبادئ الديمقراطية وحقوق الإنسان.
ومن منصب محامي الدفاع عن المستهلك، 1963، أعلن نادر أن السيارات الاميركية الصنع لا تصلح أبدا للسلامة، فهدف الشركات لم يكن يوما سلامة المستهلك بقدر ما كان المنظر ورخص الإنتاج. فكتب مقالات وكتبا أحدثت تغيرا نوعيا في النظر إلى صناعة السيارات. وأدى إلى لجنة تحقيق في مجلس الشيوخ عمل فيها مستشارا.
وهز كتابه «سيارة غير آمنة أبدا»، 1965، نرجسية صناعة السيارات الاميركية. وبدأت حرب اعلامية شرسة. إذ عرى نادر هذه الصناعة أمام الرأي العام عندما أثبت أن ما تنتجه من سيارات ما كان يهدف إلى سلامة السائق بقدر ما ركزت على السرعة والمنظر دون الكفاءة. فبدل أن تعمل الشركات على تلبية الحاجة الحقيقية من وراء إنتاج السيارات، ألا وهي المواصلات الآمنة، يتم إنتاج سيارات للسرعة وللمظهر وتوظيف الأموال للمنافسة على هذه المواصفات دون الالتفات إلى معايير السلامة. وليس صحيحا أن التكنولوجيا ليست متطورة، إن حزام الأمان الذي ينقذ من الأرواح الآلاف كل عام كان قد طور منذ الحرب العالمية الأولى، لكنه لم يتم ادخاله في صناعة السيارات إلا بعد شن نادر حملته عليهم، لأن القائمين على الصناعة لم يريدوا ان يتطرقوا إلى موضوع سلامة السيارات حتى لا يجفلوا المستهلك، بل على السرعة والاثارة ليبيعوا أكثر. 
حاولت شركة «جي أم» هدم مصداقيته، واستأجرت تحرين خاصين لمراقبة حياته الشخصية والتنصت عليه والبحث في ماضية وإرسال بنات الهوى إليه، لايجاد ممسك اخلاقي ضده إلا انها فشلت.
لكن نادر، وهو صاحب السيف القانونية، نازلها في الميدان الذي يبدع فيه، إذ قاضاها في جرم «التعدي على الحرية الشخصية» وربح القضية مجبِرَها على الاعتذار علنا وأدْفعها 284 الف دولار، مستعملا المال في تدعيم حملته للدفاع عن المستهلك.
من الصعب توقع تحركات هذا الرجل السبعيني. فاهتماماته تخطت سلامة السيارات والتي كان سببا في سن قانون «حزام الامان»، بل تعداها إلى تشكيل شبكة من المجموعات المدنية كان لها أثر جما على تعديلات في قوانين الضرائب، وأنظمة الطاقة النووية، إلى برامج الصحة.
ونادر يفهم جيدا كيف يعمل النظام الديمقراطي بطاقته الكلية. فمن دون المجموعات المدنية التي تراقب سلوك السلطة السياسية ومؤسساتها لن يكون بإمكان المواطن مواجهة الامتيازات الكبرى التي تمنح للشركات.
ومنذ العام 1966، أحدثت هجمات نادر على الشركات الكبرى صدمات في الرأي العام وكانت سببا لسن ثمانية قوانين، على الأقل، لحماية المستهلك: كقانون سلامة السيارات، وقانون مياة الشرب السليمة. بالإضافة إلى أنه كان سببا في خلق العديد من منظمات الدفاع عن الحقوق المدنية رسمية وغير رسمية: كوكالة حماية البيئة إي بي اي، إدارة صحة وسلامة العامل أوشا، منظمة ببلك ستزن لحماية المستهلك، مجموعة البحث والتحقيق في المصلحة العامة «بيرغ». زد على ذلك، أنه كان وراء سحب الملايين من السيارات المعطوبة من السوق، ووراء قانون «حرية المعلومات» الذي يسمح بحرية الناس الاطلاع على المعلومات الخاصة بالسلطات. 

## فكره في الديمقراطية الأميركية
رالف نادر يدرك أن النظام الديمقراطي، يحتاج إلى صيانة متتابعة، تصحح الخلل الذي قد يصيبه من جراء تعنت السلطة السياسية، على الأخص في حالة الولايات المتحدة التي سيطرت الشركات على مفاصل الديمقراطية فيها وأتلفت كل محاسنها. فابتداء من توزيع الدخل إلى التقديمات الاجتماعية التي يتلقاها الناس فمشاكل البيئة إلى مشاكل هروب الصناعات إلى ماوراء الحدود، كلها تبعات لفساد في مكان ما في النظام الاميركي يحدده نادر بدقة متناهية. فالثروة في المجتمع لا توزع بعداله، ويضرب مثالا شركة «وول مارت» الذي يتقاضى المدير العام فيها 11 الف دولار على الساعة بينما يجني العامل العادي قرابة الثماني دولارات على الساعة؛ 50 مليون مواطن يعيشون ضمن خط الفقر؛ 47 مليون دون ضمان صحي، وأكثر منهم دون ضمان صحي مناسب. فماذا تعكس هذه المشاكل؟ بالطبع، تعكس ديموقراطية ضعيفة ومتهالكة. ديمقراطية مسيطر عليها بواسطة الشركات التي تتحكم بالحياة السياسية وتتحكم أيضا بقرارات خلق القوانين في واشنطن، إذ يؤثرون على رجال الكونغرس الذين يبلغ عددهم 535 عضوا، فيما يقابلهم 10 آلاف ناشط سياسي و35 ألف عضو «لوبي» بدوام كامل مهمتهم، فقط، العمل على اقناع عضو الكونغرس باتخاذ قرارات لصالح الشركات.
هذا النظام الاقتصادي الذي تسيطر عليه الشركات التي لا تتبع الا مصلحتها الذاتية، بقرارات رؤساء ادارتها، الذين يحددون رواتبهم الشخصية، والذي كان راتب المدير التنفيذي في أكبر 300 شركة منها في الستينيات أربعة اضعاف راتب العامل، فاضحت في السبعينيات 35 مرة أكبر، حتى وصلت إلى وقتنا الحاضر ليصبح ما يتقاضاه المدير التنفيذي أكثر بـ 500 مرة مما يتقاضاه العامل، يعمل على تدمير البيئة وسلب الثروة من المستهلك دون الاكتراث للمبادئ الاخلاقية. 
ونادر يدرك ان النظام الديمقراطي في الولايات المتحدة يحمل في داخله بذور إصلاحه لكنه دوما يحتاج إلى من يمتلك البأس ليشحذ همه المدافعين عن الحقوق المدنية. فكل الأسلحة المطلوبة موجودة، ابتداء من حرية التعبير، وحرية القضاء، إلى المؤسسات المدنية التي تراقب الشركات وسلوكها الأخلاقي، لأن السلوك القانوني حكما مراقب من قبل القضاء، اما السلوك الأخلاقي فيحتاج إلى تدخل مثل الذي فعله نادر مع شركات السيارات. لذلك، يذكّر بأن قانون سلامة السيارات كان قد خفض معدلات الوفيات من 5.6 لكل مليون ميل قيادة إلى 1.5 وذلك ما كان ليحدث دون التحرك المدني الذي يحرج الشركات ويحرج السلطة السياسية المستفيده من التواطؤ. 

## فكره عن الحياة السياسية الاميركية
لكن انتقادات نادر لا تتوقف فقط على المدافعة المدنية بل تتخطاها إلى انتقاد الحياة السياسية الداخلية التي لم تنتج إلى وبالا عكسته على صعيد السياسة الخارجية ان كان في الموقف من فلسطين أو في حرب العراق. والامر يبدأ عند رالف نادر من صناديق الاقتراع، فهو ما عاد يؤمن بالحياة السياسية القائمة على حزبين اثنين. بل هو قرر منذ ترشحه أول مره للرئاسة الاميركية في 1996، وبعدها في 2000، و2004، ان البلاد تحتاج إلى مرشح ثالث جدي يكسر حاجز ديكتاتورية الحزبين.
فسلوك السلطة السياسية ما بين الحزبين اطبقت على فرص التغيير لدرجة ان كثير من المناطق أصبحت محصورة لمرشح واحد، واقتسمت مناطق الترشح إلى أماكن مقفلة لمرشح جمهوري وأخرى مقفلة لديمقراطي لدرجة تنعدمت فيها المنافسة. أما السياسة لكلا الحزبين فلا فرق بينهما الا في قليل من المواضيع. ففي السياسة الخارجية لم يكن الديمقراطيون بأفضل من الجمهوريين فقد قصف كلنتون العراق أكثر من مرة وقتل مدنيين وهو أيضا مع آل غور عمل على قرار لتوجيه السياسة الخارجية نحو تدمير صدام والرئيس جورج بوش، استعان بهذا القرار. فكلا الحزبين ينتهجون نفس السياسة. أما لعبة البروباغاندا الكاذبة فإنها تحول المفاهيم إلى أخرى مناقضة وتستلب منطق الناس، فالرئيس ريغان تحدث عن الإنفاق الزائد بعشرة مرات أكثر من أي رئيس سابق، بينما أحدثت سياساته الإنفاقية في نفس الوقت عجزا في الخزينة يفوق العجز الذي أنتجه الرؤساء الاميركيون مجتمعون. ومن 900 مليار دولار أصبح الدين العام في عهده 3.3 تريليون دولار. وبقي الناس نتيجة خطابه المفوة يعتقدون أنه متقشف في الصرف العام.

## روابط خارجية
- رالف نادر على موقع IMDb (الإنجليزية)
- رالف نادر على موقع الموسوعة البريطانية (الإنجليزية)
- رالف نادر على موقع مونزينجر (الألمانية)
- رالف نادر على موقع إن إن دي بي (الإنجليزية)
- رالف نادر على موقع ديسكوغز (الإنجليزية)
- رالف نادر على موقع قاعدة بيانات الفيلم (الإنجليزية)